# Bindungsbestreben
Als Bindungsbestreben wird in der Chemie das Bestreben von Metallen, sich mit Sauerstoff zu binden, bezeichnet. 
Edelmetalle wie Gold oder Platin haben ein geringeres Bindungsbestreben als unedle Metalle wie Magnesium oder Eisen. Je unedler ein Metall, desto schneller oxidiert es. 
Bei der Verbrennung von Metallen spielt deren Bindungsbestreben die Hauptrolle für die Abbrenngeschwindigkeit. Je höher das Bindungsbestreben ist, desto schneller und heißer brennt das Metall. Da Metalle im Allgemeinen ein höheres Bindungsbestreben zu Sauerstoff haben als Wasser, lassen sie sich nicht mit Wasser löschen, sondern brennen dadurch noch stärker. Dem liegt die Redoxreaktion zugrunde.